# イノセント・ヴィーナス
『イノセント・ヴィーナス』（INNOCENT VENUS）は、WOWOWで2006年7月26日から同年10月25日まで放送されたテレビアニメ。全12話。

## ストーリー
西暦2010年に発生した異常気象「ハイパーハリケーン」は地球全土に被害を及ぼし、世界人口は80億から半分以下の30億まで減少した。北に位置する大国の北アメリカやロシア、北ヨーロッパは凍りつき、平野部も海に飲まれ、国家間のパワーバランスは激変した。
日本は、パワーアシスト技術によって奇跡的な復興を遂げるが、それは経済特区と呼ばれる地域に限られ、特区に住まう「ロゴス」を名乗る支配階級と、それ以外に住む貧困層の「レヴィナス」の二極化が進んだ。
さらに、ロゴスはパワーアシスト技術を転用して兵器を開発。それに反発したアジア各国はアジア連合(AU)を結成し日本に侵攻するが、精鋭部隊ファントムが駆る人型兵器グラディエーターの戦闘力を前に敗退。双方の間で不可侵条約が結ばれることとなった。
そして、西暦2035年。ファントムを脱走した葛城丈と鶴沢仁は、「ヴィーナス」と呼ばれる少女・登戸沙那を連れ、逃亡生活を続けていた。少女は7機しか現存しないグラディエーターを量産する鍵を握っていた。彼女を利用し軍備増強を企むファントム司令のドレイク。それを阻止しようとする海賊の司馬。一人の少女を巡り、時代が大きく動こうとしていた。

## 登場人物

### 主要人物
葛城 丈（かつらぎ じょう）
声 - 野島健児
本作の主人公。22歳。元ファントム隊員。外との関わりに興味を示さない無口でストイックな性格。グラディエーターを降りる時に、無意識のうちに涙を流している。
鶴沢 仁（つるさわ じん）
声 - 櫻井孝宏
もう一人の主人公。22歳。元ファントム隊員。丈とはファントム入隊時からの付き合いで、良きバディ（相棒）。父親はロゴス穏健派の政治家だったが、失脚後に自殺。父親の死後にファントムに配属され、登戸孝一郎と接触した。
登戸 沙那（のぶと さな）
声 - 名塚佳織
本作のヒロインで、科学者の登戸孝一郎の娘。14歳。丈や仁と行動を共にしており、「ヴィーナス」と呼ばれている。物語当初より仁に懐く反面、無口な丈を苦手としている。
火と鍛冶の神バルカンに由来するプロジェクトに関わるセブンチルドレンのひとり。
ごら
声 - 矢薙直樹
推定15歳。レヴィナスの孤児。利己的で自分勝手な言動で一行を振りまわすが、沙那たちの身を案じる場面もある。風呂嫌いな一面がある。

### 倭寇
司馬 虎二（しば とらじ）
声 - 石川英郎
29歳。海賊「倭寇」の頭領。ロゴス出身。海賊服の下に白装束（死に装束）を纏い、帯刀もしている。九州でのAUとの戦いではグラディエーターに搭乗。新造艦いしんの試験航行にオブザーバーとして乗艦していたが、事故を装ってファントムを離脱する。パワードスーツを着た丈に対して、生身で有利に戦えるほどの実力の持ち主。
ゴンザ
声 - 平田広明
27歳。海賊の一人。高いハッキング技術を持つ。
ヒジン
声 - 朴璐美
女海賊。姉御肌であり、サブリーダー的な立場で司馬を支えている。司馬からはなぜか「おりょう」と呼ばれている。

### 特殊部隊ファントム
マキシマス・ドレイク
声 - 大川透
41歳。ファントムの司令官。野心家であると同時に、冷徹な判断力と実行力を持つ。国防長官ともパイプを持つ。その正体は日本を再度の占領下に置こうとするフリーダム・ステイツ”のスパイであるが、実はその母国をも出し抜こうと密かな策謀を凝らしている。
レニー・ヴィクロー
声 - 豊口めぐみ
25歳。ファントムの副司令。ファントムに所属していた頃の司馬をよく知っている。
スティーブ
声 - 三宅健太
ファントム実行部隊のリーダー的な役割を担う隊員。指示に対して忠実な人物であり、バケモノどもとさえ呼ばれるファントム隊員の中では良識派。司馬との面識もある。
青狼（ちんらん）
声 - 福山潤
ファントム実行部隊の隊員。毎日タロット占いをしている。
狂死郎（きょうしろう）
声 - 大畑伸太郎
ファントム実行部隊の隊員。ナイフを使った戦い（殺人）を得意とする。
リキ
声 - 西本理一
ファントム実行部隊の隊員。無口な大男（身長225cm・体重214kg）で、基地では筋力トレーニングをしている。
フェイザー
声 - 坂口候一

### その他の登場人物
登戸 孝一郎（のぶと こういちろう）
声 - 松本大
グラディエーターの開発に関わる科学者。沙那の父親でもあり、沙那たちが軍事利用されることを嫌って亡命を計画。しかし、実行前に自宅で殺害される。
千倉 周三（ちくら しゅうぞう）
声 - 仲野裕
沙那の母方の祖父。ナンソウの山奥の集落で反ロゴスの志を持つ若者を束ねている。
剣吾（けんご）
声 - 小野大輔
金田（かねだ）
声 - 宮下栄治
半平 武市（なかひら ぶいち）
声 - 星野貴紀
サツマ自治区の首長。司馬とは親しい間柄。西郷隆盛に似た容姿（名前は武市半平太に似ている）で、密かにロゴス支配への反抗を考えている。
桂（かつら）
声 - 長克巳
国防軍参謀長。ファントムを率いるドレイクの動きに危機感を強める。内憂外患の国防状況を深く憂慮しているが、有効な対抗策を打てないでいる。

## 登場兵器
本作においては以下の兵器のほかに、FN F2000など実在する兵器も登場する。
グラディエーター
正式名称・弐四式戦闘用高機動型強化装甲。 ライト・ウォーリアーの発展形として開発された重装甲パワードスーツで本作の重要な要素ともなる兵器。 二六式24mm対物重機関銃（銃剣・グレネード付き）を主兵装として装備し、AU軍の戦車隊に対しても優位に交戦した。レーザーナイフやトマホークなどの近接戦用武器も開発されている。機械的技術の限界を、人間の神経組織で補うという設計思想であるため、操縦には搭乗者の神経電気信号を認識する方式が用いられる。これによって他兵器の追随を許さない高性能を獲得しているが、この操縦方式により課せられる搭乗者へのストレスは高く、開発者主任が殺害されたことによって現存する稼働機体は7機のみで、すべてファントムが所有している。肩部には、漢字などの一文字で特徴的なトレードマークが施されている。レギュレータなどのオプション装備を付けることで、海中での作戦行動も可能。
- 葛城丈機：カラーリング黒、トレードマーク「丈」。
- 鶴沢仁機：カラーリング白、トレードマーク「仁」。
- ファントム隊員機：カラーリングカーキ、トレードマークはそれぞれ「ス」「狂」「狼」「力」。
- 司馬虎二機：カラーリングカーキ、トレードマーク「虎」。司馬がファントムに在籍していた頃の機体。離脱後はシミュレーション用機体として研究所に残されていた。
- ドレイク機：カラーリング赤、トレードマーク「怒」。青色のグラディエーター子機を6機従えており（肩部には漢数字でナンバリング）、7機で強力なネットワーク化を構築して最大半径100km範囲の兵器の電子制御システムを支配できる。広範囲の戦況を制圧する移動要塞的なコンセプトで開発された。

ヘヴィー・ウォーリア
正式名称・壱九式自走機関砲。グラディエーター開発の最中得られたノウハウを用い開発された歩行戦車。グラディエーターには遠く及ばないものの荒れ地を踏破する高い機動性を持つ。武装は20mm機関砲のみ。
ライト・ウォーリア
正式名称・壱七式強化装甲服。国防軍がパワーアシスト技術を軍事転用し、歩兵の戦力増強・生存率向上を目的とし開発された（鉄格子をねじ曲げたり、20m上空から飛び降りて着地できる筋力を発揮できる）。また、9mm弾を完全に弾くアーマーも装備できる。丈や仁、一般兵やファントム部隊ごとにカラーに違いがあることからカラーバリエーションは豊富な模様。
潜航艇いしん
司馬が乗艦している倭寇の船。本来はロゴスの建造したシータ級潜航艇だったが、試験航海にオブザーバーとして乗艦した司馬により、沈没事故に見せかけて軍籍から離れた。劇中では5000tクラスの排水量を持つ「Warship ISHIN」と表示される場面がある。
フェーズドアレイレーダーを備えたイージス艦に似た外観だが、潜航艇（潜水艦）の名の通り、船外装備を収納して、マストを折りたたむと海中を潜航可能。スクリューを使わないキャタピラ無音推進によって航行するため、高いステルス性を誇る。兵装は、前部甲板に艦砲1門とVLS、艦橋両側面にファランクスと6連装ミサイルランチャー、後部甲板に飛行甲板を備える。艦内にヘリコプター2機・潜水戦闘艇2隻・小型潜水艇などを格納できる。
エアシップ
高高度に滞空して作戦エリアの詳細な情報を収集し、兵士や兵器へと送信する。逃走中の人間も捕らえるほどの高精度を誇る反面、撃墜されてデータのダウンロードができなくなると、この情報に依存していた兵士・兵器の組織力は格段に低下し、事実上の戦闘力低下となる。
ガンシップ
F-117攻撃機を思わせる独特のシルエットをもつ黒い航空機。ガンシップと呼称されるが、F-2を撃墜できるほどの空戦能力と、エアボーンが可能な輸送スペースがある。ファントム所属機とサツマ自衛軍保有機が登場。
国防軍等の兵器
国防軍やサツマ自衛軍などの装備兵器は、ほとんどが自衛隊の実在兵器に酷似している。また、艦船を「護衛艦」と呼称したり、ハープーンやアスロックなどの名称もそのまま登場する。ただし、F-2が艦載機となっていたり、巡視船にミサイルが装備されているなど、異なる点も多い。
- 82式指揮通信車/軽装甲機動車/MLRS
- こんごう型護衛艦/しらね型護衛艦（セリフではしらね級巡洋艦）/その他護衛艦（船影や装備はあさぎり型に類似）/おやしお型潜水艦
  - 空母 - 艦名は不明。ニミッツ級航空母艦に類似した船体を持つが、艦橋構造物などは異なる。また、F-2を艦載機として多数搭載している。
  - 巡視船しきしま - サツマ自衛軍所属。外観や塗装は巡視船だが、多数のミサイルを垂直に発射する場面がある。同型艦多数。
- AH-1S コブラ/SH-60 シーホーク/F-2戦闘機/P-X哨戒機

## 制作
本作の企画は、2005年ごろにバンダイビジュアルのプロデューサーの依頼で川越淳が提出した企画がもとになっている。初期案では「金星（ヴィーナス）で遺跡が見つかり、その中で眠る子どもたちの一人である少女（ヴィーナス）をめぐり戦いが起こる」という内容だった。その後、より軍事色を強め、パワードスーツも出してほしいという要望が出たため、舞台を地球の日本にするなど試行錯誤が繰り返された末、2005年の年末ごろに現在の形となった。
その後、川越は渡韓して漫画家の高冶星と会い、キャラクター原案の打ち合わせを行い、企画を完成させた。

### 演出
制作にあたり、アニメらしい記号的な演出は廃され、物語もセリフに頼らないわかりやすいものにした。武器に関しても現実的な描写を心掛ける方針がとられた。たとえば、第1話で主人公の一人・仁がモデファイプローンという射撃スタイルで撃つ場面について、川越は視聴者から「おかしな姿勢で寝転がって撃ってるようにしか見えない」という指摘が寄せられたとしたうえで、アメリカ軍の精鋭部隊に所属している本物の軍人に当該場面を見てもらったところ、しっかり褒められたと話している。とはいえ、川越はマニアックになりすぎて一般の視聴者を置いて行ってしまわぬよう、どこまで調整すべきか難しいとも話している。また、仁たち主人公は自分たちの身を守ること以外はむやみに殺人をしないようにしていると川越は述べている。ただし、第1話のみ、あえて説明を省いているほか、暴力描写もやや過激にしてあるという。

### 音楽
音楽を手掛ける石川智久は本作が初めての劇伴である。

## スタッフ
- 原作 - イノセントプロジェクト[1]
- 監督 - 川越淳[1]
- 助監督 - 河村智之
- シリーズ構成 - 大西信介[1]
- キャラクター原案 - 高冶星[1]
- キャラクターデザイン・総作画監督 - 長町英樹
- メカニカルデザイン - 小川浩
- 美術 - 河野次郎、安原稔、土師勝弘
- 色彩設計 - うすいこうぢ
- 撮影監督 - 斉藤めぐみ
- 3D監督 - 後藤優一
- 編集 - 坂本雅紀
- 音響監督 - 岩浪美和
- 音楽 - 石川智久
- プロデューサー - 藤澤宣彦、小沢十光、南喜長
- アニメーション制作 - ブレインズ・ベース[1]
- 製作 - バンダイビジュアル

## 主題歌
オープニングテーマ「Noble Roar」
作詞 - ゆい / 作曲・編曲 - 橘尭葉 / 歌 - 妖精帝國
エンディングテーマ「Brand New Reason」
作詞 - 加藤隆介 / 作曲・編曲 - 佐藤純一 / 歌 - FLEET

## 各話リスト
| 話数 | サブタイトル | 脚本     | 絵コンテ | 演出       | 作画監督                   |
| ---- | ------------ | -------- | -------- | ---------- | -------------------------- |
| 1    | 奈落         | 大西信介 | 川越淳   | 川越淳     | 長町英樹                   |
| 2    | 凶気         | 大西信介 | 川越淳   | 菱田正和   | 戸部敦夫                   |
| 3    | 倭寇         | 大西信介 | 寺東克己 | さんぺい聖 | 青井清年                   |
| 4    | 襲来         | 大西信介 | 大平直樹 | 河村智之   | 倉狩真吾                   |
| 5    | 連弾         | 大西信介 | 千葉大輔 | 鈴木幸雄   | 江森真理子                 |
| 6    | 暴走         | 増田貴彦 | 菱田正和 | 菱田正和   | 戸部敦夫 森悦史            |
| 7    | 策謀         | 増田貴彦 | 川越淳   | 殿勝秀樹   | 小田不二夫                 |
| 8    | 喪失         | 大西信介 | 河村智之 | 河村智之   | 小倉寛之                   |
| 9    | 救済         | 大西信介 | 寺東克己 | 鈴木幸雄   | 松下清志                   |
| 10   | 決意         | 増田貴彦 | 菱田正和 | 菱田正和   | 倉狩真吾 小倉寛之          |
| 11   | 美神         | 大西信介 | 日巻裕二 | さんぺい聖 | 小田不二夫                 |
| 12   | 世界         | 大西信介 | 川越淳   | 河村智之   | 長町英樹 倉狩真吾 小倉寛之 |

## ウェブラジオ
関連番組としてウェブラジオ「イノヴィ解放同盟」が2006年7月11日～12月26日まで配信された。